# Ардис II
Ардис II био је двадесестседми краљ Лидије, односно други краљ династије Мермнада. Био је син Гига. Наследио га је син Садијат (према Херодоту).